# Афолсхајм
Афолсхајм (фр. Avolsheim) насеље је и општина у источној Француској у региону Алзас, у департману Доња Рајна која припада префектури Молсхајм.
По подацима из 2011. године у општини је живело 727 становника, а густина насељености је износила 397,27 становника/km². Општина се простире на површини од 1,83 km². Налази се на средњој надморској висини од 170 метара (максималној 362 m, а минималној 164 m).

## Демографија
| 1962. | 1968. | 1975. | 1982. | 1990. | 1999. | 2011. |
| ----- | ----- | ----- | ----- | ----- | ----- | ----- |
| 478   | 487   | 513   | 513   | 567   | 657   | 727   |

График промене броја становника у току последњих година